# 戸田氏興 (大名)
戸田 氏興（とだ うじおき）は、美濃大垣新田藩（三河畑村藩）の第5代藩主。大垣藩戸田家分家5代。
安永8年（1779年）、第4代藩主・戸田氏養の長男として生まれる。天明5年（1785年）、父が死去したため家督を継ぐ。寛政8年（1796年）12月19日、従五位下、左近将監に叙位・任官する。寛政10年（1798年）1月27日に死去した。享年20。跡を養子の氏宥が継いだ。

## 系譜
父母
- 戸田氏養

養子
- 戸田氏宥 - 戸田忠諏の四男